# ميلاني كلاين
ميلاني كلاين (1882-1960) محللة نفسية نمساوية الأصل تنحدر من أسرة يهودية، اتجهت في أبحاثها نحو دراسة التكوين النفسي للأطفال، وكان لها طريقة مميزة عن فرويد، لم تدرس علم النفس أو الطب النفسي، وبالصدفة قبيل اندلاع الحرب العالمية الأولى قرأت مقالاً لفرويد وشغفت على أثره بالتحليل النفسي، وبدأت تتعلم على يدي ساندوز فيرينزي.
كتبت بحثها الأول عام 1921 بعنوان نمو أو نشوء الطفل The Development of a Child، ثم دعاها كارل ابراهام إلى برلين فاستقرت بها لفترة من الزمن، وطلقت من زوجها، وكرست نفسها لممارسة التحليل النفسي متأثرة بابراهام وكتاباته، وخضعت للتحليل يومياً باشرافه، وبعد وفاته استمرت في تحليلها لنفسها يومياً، عام 1925 دعاها ارنست جونز لالقاء محاضرة في لندن وفي عام 1926، قبلت دعوة للبقاء في لندن والعيش فيها، واتسعت أبحاثها فيها رغم أن أبحاثها بقيت موضع جدال الا أنها أثرت على كافة المحللين النفسيين في بريطانيا وبسببها تميزوا عن غيرهم وأصبح لديهم مدرسة تدعى بالمدرسة البريطانية في التحليل النفسي؛ ورأي ميلاني أن القلق عند الأطفال وخيالاتهم يمكن اكتشافها من خلال مواقف التحويل التي يظهرونها، ووصفت طريقتها التحليلية هذه في كنابها التحليل النفسي للأطفال The Psycho – analysis of Children عام 1932 وهدفت من خلاله إلى خلق منهجاً تحليلياً خاصاً بالأطفال كالمنهج الذي أتى به فرويد مع الراشدين، وصممت من أجل ذلك حجرة خاصة بسيطة الأثاث وزودتها باللعب والدمى البسيطة ومهمتها فقط المراقبة، فالطفل هو من يختار ألعابه وطريقه تعامله مع هذه الألعاب والدمى، والواضح أن اللعب هنا يستعاض فيه عن الحديث والكلمات عند فرويد مع الراشدين.
وتركز ميلاني على أوجه القلق عند الطفل وطرقه في الدفاع عن نفسه ازاءها، ووجدت أن ماذكره فرويد عن الأطفال يبدأ معهم في سن مبكرة عن السن التي حددها، فاحدى مريضاتها كانت طفلة بعمر سنتين وتسعة أشهر ولديها أنا أعلى قوية جداً وفرويد يعتقد بعدم وجودها قبل الخامسة من العمر، وكان للطفلة علاقات أوديبية انثوية مع والدها، وفرويد يعتقد أن عقدة أوديب الإنثوية أو عقدة إليكترا لا تتكون قبل 3-4 سنة من العمر؛
كما أن ميلاني بينت أن العنف والقسوة لهما دور أكبر في تكوين الطفل مما اعتقده فرويد، وكتبت عن نظرية القلق والذنب وربطت بين أقوال فرويد وكارل ابراهام في موضوع تكوين الأنا الأعلى، كما اعتبرت أن الحسد هو المصدر الأول للعنف عند الطفل المتوجه بالأساس نحو الأم وثديها، واعتبرت أن هذا الحسد العنيف هو المسؤول عن عجز الطفل عن الحب واظهار الامتنان لما يقدم له، ومن أعمالها:
- التشخيص بواسطة اللعب عند الأطفال Personification in the Play of Children عام 1929.
- المراحل المبكرة لعقدة أوديب Early Stages of the Oedipus Complex عام 1928.
- النمو أو التطور المبكر للوعي عند الطفل The Early Development Of Conscience in the Child عام 1933.

## روابط خارجية
- ميلاني كلاين على موقع الموسوعة البريطانية (الإنجليزية)
- ميلاني كلاين على موقع إن إن دي بي (الإنجليزية)